# Calymmaria sueni
Espèce
Calymmaria sueni est une espèce d'araignées aranéomorphes de la famille des Cybaeidae.

## Distribution
Cette espèce est endémique d'Oregon aux États-Unis,. Elle se rencontre dans le comté de Klamath dans le parc national de Crater Lake.

## Description
Le mâle holotype mesure 4,00 mm et les femelles de 3,44 à 4,09 mm.

## Étymologie
Cette espèce est nommée en l'honneur du docteur James Y. Suen.

## Publication originale
- Heiss & Draney, 2004 : Revision of the Nearctic spider genus Calymmaria (Araneae, Hahniidae). Journal Of Arachnology, vol. 32, no 3, p. 457-525 (texte intégral).